# Elsaß (Schiff)
Die Elsaß war eine ehemalige französische Kanalfähre, die nach der deutschen Besetzung Frankreichs von der Kriegsmarine zum Minenschiff umgebaut und in Dienst gestellt wurde.

## FährschiffCôte d'Azur
Das Schiff lief 1930 auf der Werft Forges et Chantiers de la Méditerranée in Graville-Sainte-Honorine, Le Havre, vom Stapel. Es war 99,29 m lang, 13,72 m breit und hatte 3,65 m Tiefgang, verdrängte 2238 Tonnen (Standard) bzw. 2598 t (maximal) und war mit 3047 BRT bzw. 1040 NRT vermessen. Die Maschinenanlage bestand aus vier Babcock-Dampfkesseln und zwei Parsons-Turbinen, die zusammen 14.000 PS erzeugten. Das Schiff hatte zwei Schrauben, mit denen es bei den Probefahrten eine Höchstgeschwindigkeit von 23,17 Knoten erreichte. Das Schiff hatte Platz für 1400 Passagiere in der ersten und zweiten Klasse. Es machte seine erste offizielle Probefahrt am 19. Februar 1931 in Cherbourg und wurde am 14. April 1931 in Dienst gestellt. Unter dem Namen Côte d'Azur befuhr es die Strecke Calais-Dover für die französische Reederei Société Anonyme de Gérance et d'Armement (SAGA). Heimathafen war Le Havre.
Das Schiff wurde am 8. Mai 1940 von der französischen Regierung requiriert und als bewaffneter Truppentransporter eingesetzt. Am 10. Mai brachte es, als Teil eines Konvois, 800 Mann des 2. Bataillons des 224. Infanterieregiments nach Vlissingen zur Verteidigung der niederländischen Gebiete Walcheren und Zuid-Beveland. Bereits am 11. Mai verließ es Vlissingen, musste aber nach seiner Rückkehr von Folkestone wegen der Verminung der Hafeneinfahrt von Dünkirchen am Abend des 19. Mai auf der dortigen Reede ankern. Einen deutschen Luftangriff am selben Abend überstand es unbeschadet. Am 27. Mai, während der am Vortage begonnenen alliierten Evakuierung von Dünkirchen und der heftigen Angriffe der Luftwaffe, wurde es jedoch von Stuka-Bomben getroffen. Es bekam 15 Grad Schlagseite und sank dann in flachem Wasser.  Die Geschütze ragten weiterhin aus dem Wasser und beteiligten sich bis zum 31. Mai an der Verteidigung von Dünkirchen.

## MinenschiffElsaß
Nach der Besetzung Frankreichs wurde das Schiff am 29. Januar 1941 gehoben und von der Kriegsmarine zum Minenschiff umgebaut. Dabei wurde es auf 103,5 m Länge vergrößert und erhielt als Bewaffnung zwei 10,5-cm-Kanonen (eine vorn und eine achtern) sowie vier 4-cm-Flak und vier 2-cm-Flak. Das Schiff wurde am 18. Oktober 1942 mit dem Namen Elsaß und unter dem Befehl von Klt d.R. Friedrich Dyckerhoff in Dienst gestellt. Die Besatzung von etwa 280 Mann kam größtenteils von dem Minenschiff Hansestadt Danzig, das am 9. Juli 1941 bei Öland nach Minentreffer gesunken war.
Die Elsaß wurde zum Legen einer Anzahl von Minensperren in der Nordsee, im Skagerrak, vor der norwegischen Küste und im Kattegat eingesetzt, oft gemeinsam mit ihrem Schwesterschiff Ostmark, der ehemaligen Côte d'Argent. So waren die beiden Schiffe in der vierten Juniwoche 1943 am Legen der Minensperren „Erzengel“, „Wildschwein“ und „Steinadler“ beteiligt, mit denen der maritime Abschnitt der Westwall-Sperre nach Norden verlängert wurde. In den ersten Dezembertagen 1943 nahmen sie an den Unternehmen 16e „Wandschrank“ und 16f „Handkoffer“ in der östlichen Nordsee teil, wobei Minensperren erneuert und verstärkt wurden, um den Zugang nach Dänemark und ins Skagerrak wieder zu blockieren. Im April 1944 legten sie, gemeinsam mit dem Minenschiff Kaiser, den Zerstörern Erich Steinbrinck und Hans Lody und den Minensuchbooten M 301, M 381, M 406 und M 462, westlich des Skagerraks die neuen Westwall-Abschnitte „Katzbach A“ und „Katzbach B“ und die Sperren XXI „Leipzig“ und XXV „Ligny“. Im Mai verlegten die Elsaß, die Ostmark und die Kaiser zusammen mit den Minensuchbooten M 15 und M 29 die Minensperre XXII „Waterloo“.

## Ende
In den frühen Morgenstunden des 5. Januar 1945 lief die Elsaß im Samsø Bælt zwischen Kalundborg und der Insel Samsø auf eine Mine und sank innerhalb kurzer Zeit
bei 55° 43′ 0″ N, 10° 43′ 0″ O. Mindestens 87 Mann ihrer Besatzung kamen dabei ums Leben.